# مدوو
مدوو (به آلمانی: Medow) یک شهر در آلمان است که در فرپومرن-گرایفسوالد واقع شده‌است. مدوو ۵۳۳ نفر جمعیت دارد.